# Luigi Frezzato
Luigi Frezzato (Rovigo, 21 maggio 1943) è un politico italiano.

## Biografia
Sindacalista, è stato negli anni ottanta segretario generale della Cgil di Rovigo.
Iscritto al Partito Comunista Italiano, è stato eletto nel consiglio comunale della città, e nel 1991 ha aderito al Partito Democratico della Sinistra. Nel 1993 è stato eletto sindaco di Rovigo, ultimo sindaco prima dell'elezione diretta, ma il mandato si è concluso anzitempo il 19 febbraio 1994, con il commissariamento del comune nella persona di Maurizio Di Pasquale. Dal dicembre 1994 all'aprile 1995 ha ricoperto la carica di assessore.
In occasione della amministrative del 2011 è candidato in consiglio comunale nella lista Federazione della Sinistra, in sostegno del candidato sindaco Matteo Masin, ma non è eletto.